# Libuš
Libuš  ist ein Stadtteil am südlichen Rand der tschechischen Hauptstadt Prag. Er gehört zum 12. Stadtbezirk und setzt sich aus den beiden Katastralgemeinden Libuš  (deutsch Libusch) und Písnice (Piesnitz) zusammen. In Libuš liegt ein Teil der Schlucht von Modřany.

## Geschichte
Der Name des Ortes Libuš wird volksetymologisch fälschlicherweise auf die legendäre Fürstin Libuše zurückgeführt. Im 18. Jahrhundert bestand Libuš lediglich aus 8 Häusern. Die Gänsezucht führte im 19. Jahrhundert zu einem Bevölkerungsanstieg. 1933 erfolgte die Abspaltung von Kunratice und Erhebung zur Gemeinde, die 1968 nach Prag eingemeindet wurde. 1974 kam auch Písnice zu Prag und wurde dem Stadtteil Libuš zugeordnet.
In Libuš befindet sich das Observatorium des Tschechischen hydrometeorologischen Instituts (Český hydrometeorologický ústav).

## Einzelnachweise

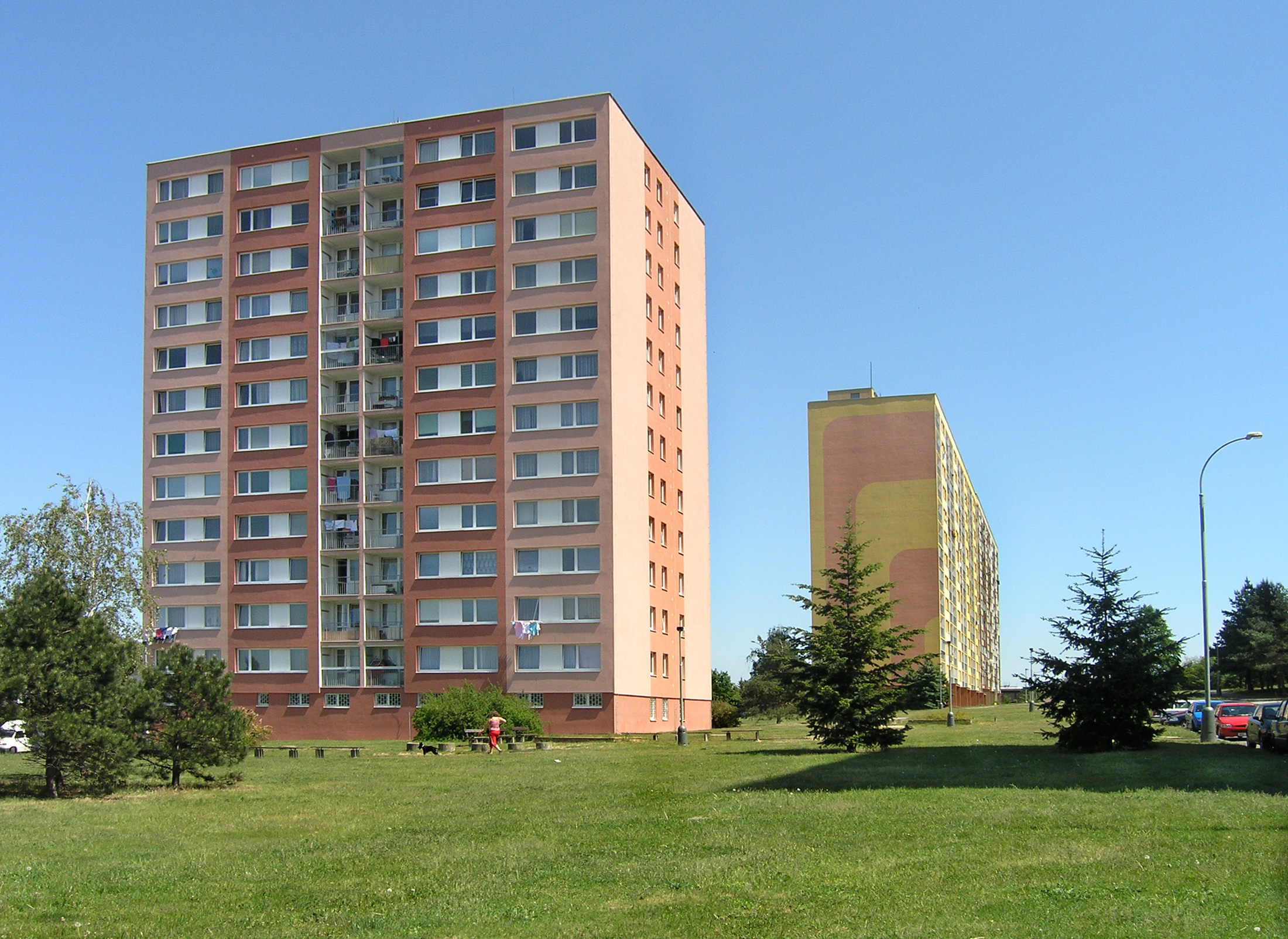
Libuš ist geprägt von Plattenbausiedlungen